# Jenna Fischer
Regina Marie Kirk, känd som Jenna Fischer, född 7 mars 1974 i Fort Wayne i USA, är en amerikansk skådespelare, producent och manusförfattare. 
Hon är mest känd för rollen som receptionisten Pam Beesly i den amerikanska TV-serien The Office (2005–2013). Fischer har haft biroller i flera TV-serier, däribland Spin City (1996–2002), Kalla spår (2003–2010) och That '70s Show (1998–2006), samt i filmroller som Blades of Glory (2007).
Den 16 oktober 2019 släppte Fischer det första avsnittet av podcasten Office Ladies tillsammans med Angela Kinsey, som spelade Angela i The Office. Podcastens upplägg är att de två skådespelarna diskuterar ett avsnitt av TV-serien, där de också bjuder på information om vad det som skedde bakom kulisserna och annat runt produktionen. Flera gäster från TV-serien har förekommit i programmet, bland andra skådespelarna Rainn Wilson och John Krasinski, samt producenterna Greg Daniels och Paul Feig.

## Filmografi

### Filmer
| År   | Filmtitel                                     | Roll                    | Anmärkningar                  |
| ---- | --------------------------------------------- | ----------------------- | ----------------------------- |
| 1998 | Channel 493                                   | Rane                    |                               |
| 1998 | Born Champion                                 | Wendy Miller            |                               |
| 2002 | Les superficiales                             | "bitchig" fransk flicka | kortfilm                      |
| 2003 | Doggie Tails, Vol. 1: Lucky's First Sleepover | Kelsey                  | röstskådespelare              |
| 2003 | Melvin Goes to Dinner                         | värdinna                |                               |
| 2004 | Bad Things                                    | Whisper                 |                               |
| 2004 | The Women                                     | Leslie                  | kortfilm                      |
| 2004 | LolliLove                                     | Jenna Gunn              | även regissör/manusförfattare |
| 2005 | The 40-Year-Old Virgin                        | första kvinnan          | ej krediterad                 |
| 2006 | Slither                                       | Shelby                  |                               |
| 2007 | Blades of Glory                               | Katie Van Waldenberg    |                               |
| 2007 | The Brothers Solomon                          | Michelle                |                               |
| 2007 | Walk Hard: The Dewey Cox Story                | Darlene Madison         |                               |
| 2008 | The Promotion                                 | Jen Stauber             |                               |
| 2009 | Solitary Man                                  | Susan Porter            |                               |
| 2010 | A Little Help                                 | Laura Pehlke            |                               |
| 2011 | Hall Pass                                     | Maggie Mills            |                               |
| 2012 | Kärlek i Detroit                              | Janice                  | även producent                |
| 2013 | Are You Here                                  | Alli                    |                               |
| 2014 | Kiss Me                                       | Vera                    |                               |
| 2017 | Brad's Status                                 | Melanie Sloan           |                               |
| 2018 | The 15:17 to Paris                            | Heidi Skarlatos         |                               |
| 2024 | Mean Girls                                    | Ms. Heron               |                               |

### TV-serier
| År        | Serietitel                 | Roll                | Anmärkningar                                           |
| --------- | -------------------------- | ------------------- | ------------------------------------------------------ |
| 2001      | Panik i plugget            | Betty/sororatflicka | 2 avsnitt                                              |
| 2001      | Spin City                  | servitris           | 1 avsnitt                                              |
| 2002      | Off Centre                 | Melanie             | 1 avsnitt                                              |
| 2002      | Ska du säga!               | Kim                 | 1 avsnitt                                              |
| 2003      | Strong Medicine            | Camille Freemont    | 1 avsnitt                                              |
| 2003      | Miss Match                 | Connie              | 1 avsnitt                                              |
| 2004      | Kalla spår                 | Dottie (1943)       | 1 avsnitt                                              |
| 2005      | That '70s Show             | Stacy Wanamaker     | 1 avsnitt                                              |
| 2005      | Six Feet Under             | Sharon Kinney       | 2 avsnitt                                              |
| 2005–2013 | The Office                 | Pam Beesly          | huvudkaraktär: 188 avsnitt, även producent (2012–2013) |
| 2012      | Dan Vs.                    | Amber (röst)        | 1 avsnitt                                              |
| 2014      | Comedy Bang! Bang!         | som själv           | 1 avsnitt                                              |
| 2015      | Newsreaders                | Kelly Spears        | 1 avsnitt                                              |
| 2015      | You, Me and the Apocalypse | Rhonda MacNeil      | huvudkaraktär: 10 avsnitt, även produktionsassistent   |
| 2016      | The Mysteries of Laura     | Jennifer Lambert    | återkommande: 3 avsnitt                                |
| 2016      | The Grinder                | Kelly               | 1 avsnitt                                              |
| 2016      | Drunk History              | Katharine Wright    | 1 avsnitt                                              |
| 2017      | The Guest Book             | Dr. Laurie Galiff   | 1 avsnitt                                              |
| 2018–2019 | Splitting Up Together      | Lena                | huvudkaraktär: 26 avsnitt                              |